# Straton från Lampsakos
Straton var en antik grekisk filosof från Lampsakos i Mysien.
Han var lärjunge till Theofrastos, som han efterträdde som huvudman för den peripatetiska skolan i Aten år 287 eller 288 f.Kr. Straton berömdes för sitt skarpsinne och sin omfattande lärdom. Av de många skrifter han författade är inga bevarade.